# Интусусцепција (крвни судови)
Интусусцепција је процес стварања нових крвних судова од постојећих њиховим „цепањем“ или рачвањем на два дела. Ово је још један, недавно откривен, или трећи начина формирања крвних судова у организму човека, поред до сада позната два; ангиогенеза и васкулогенеза. Према досадашњим концепцијама, формирање нових крвних судова пролази кроз два различита процеса: процес васкулогенезе, који се одвија у раним фазама ембрионалног развоја, и процес ангиогенезе, која се дешава током целог живота организма. Васкулогенезом се формирају нови крвни судови из прекурсора ангиобластних ћелија, док се ангиогенеза одликује формирањем крвног суда од већ постојећих (нпр, клијањем). Процес ангиогенезе је испитиван и широко прихваћен у бројним физиолошким и патолошким процесима као што су ембриогенеза, постнатални развој и раст, зарастање рана, регенерација, инфламације, и канцерогенезе. 
Недавно добијени резултати указали су да постоји и трећи процес формирања крвних судова, интусусцепцијом, која игра важну улогу у васкуларизацији ткива, јер поред раста капиларне мреже, има улогу и у развоју васкуларног стабла и његовом ремоделовању.
Како је назив, интусусцепција, преузет из хистологије (intussusceptio-invaginatio) да означи интусусцептивни микроваскуларни раст — не треба га мешати са другим појмовима, који имају исти назив, нпр. са појмом интусусцепција (инвагинација) црева, јер ова два процеса немају ништа заједничко.

## Историјат
Стварање васкуларне мреже, је сложен процес образовања нових капилара сегменте двема главним ангиогенетским механизмима: „клијањем“ и нтусусцепцијом. „Клијање“ крвних судова је процес познат више од 150 година, а историја интусусцепције је позната мање од две деценије.
Нови облик ангиогенезе (интусусцепција) први пут је откривен током истраживања трансформације капиларне мреже плућа, у студији која се бавила постнаталним развојем плућа пацова и деце. У трећој недељи живота, код пацова и током прве две године живота, код деце, целокупна микроваскулатура плућа у потпуности бива обновљена, тј. завршен је развојни процес реструктурирања, плућа или процес њиховох потупног микросазревање. Између рођења и младалачког доба, растом обим људских плућа повећава за више од 20 пута; капиларна мрежа се продужава и повећава запремину за преко 30 пута. Евидентно је, да је ово огромно повећање васкулатуре, које мора бити засновано на интензивном расту свих компоненти органа, закључно са њиховим крвним судовима.
У току наведене студија, кроз стотине прегледаних електронских микрографија плућа пацова, у њиховој васкулатури није откривено много трагова стварања крвних судова процесом ангиогенезе, што се према дотадашњим сазнањима очекивало. Након више месеци упорног рада, истраживачи су открили; веома мале рупице (пукотине), пречника мањег од 1 до 1,5 μm, у неким сегментима капилара. Очигледно, њихова појава и расподела није била случајна, јер им је морфологија била сувише константна. Промене су уочене пре свега у областима у којима су капилари били мало шири него што је уобичајено, мада по свом малом пречнику, они нису значајно били много другачији по својој структурни од већих капилара у мрежи. Тако је настало откриће да из ових „рупица“, заправо, настаје „беби мрежа капилара“ односно, новоформирана капиларна мрежа. 
Тако је откривен нови концепт ширења капиларне мреже — формирањем нових крвних судова — или капиларне мрежа која настаје растом и убацивање нових транскапиларних стубова, који повећавају комплексност капиларне мреже. 
Очигледно, овај новооткривени концепт, представља нови начин ангиогенезе — алтернативо капиларно клијања. За систем у коме ће се капилари проширити „у себи“, као, на пример, на начин како расте хрскавица, узет је термин, за овај механизам из хистологије — интусусцепција, а цео процес назван је интусусцептивни микроваскуларни раст (енгл. intussusceptive microvascular growth  (IMG)).

## Основне поставке
Код кичмењака, два различита процеса су одговорна за формирање крвних судова: васкулогенеза и ангиогенезу.
Васкулогенеза
Васкулогенезу дефинише процес формирања потпуно нових крвних судова, који се формираја директно из ангиобластичних прекурсора. Током даљег развоја, из ангиобласта ће настати мезодермални део и његови продукти, који чине накупине ћелија, из које ће се коначно формирати мрежа цевчица или синуса. Новија истраживања показују да, у одраслом добу, недиферентоване ћелије из коштане сржи још увек могу допринети формирању нових васкуларних зидова или њихових делова.
Ангиогенеза
Ангиогенезе, насупрот томе, подржава формирање нових васкуларних сегмената који потичу из постојећих крвних судова, попут капилара и венула. 
Пре него што је откривен процес формирања крвних судова интусусцепцијом, ангиогенеза је била готово синоним за васкуларно клијања.
Интусусцепција
Недавно је откривен и трећи начин стварања нових сегмента крвних судова интусусцепција, која се одвија у добро дефинисаном програму: 
- деградација мембране крвног суда,
- пролиферација ендотелијалних ћелија,
- формирање чврстих изданака ендотелних ћелије које се повезују са суседним крвним судом, и
- реструктурирања изданка у лумен, обложен ендотелним ћелијама и интегрисан у васкуларну мрежу.

## Физиологија
Код овог облика развоја крвних судова, нови капилари настају тако што се лумен постојећег крвног суда наставља цепањем или рачвањем на два дела. Овај процес се одвија кроз четири интусусцепционе фазе:

### Прва фаза
У овој фази две супротстављене капиларна зида успостављају контакт зону, која се карактерише директним контактом ендотелних ћелија, које се налазе једне наспрам других у зиду капилара. Овај контакт се постиже истурањем зидова у лумен крвног суда све док се контакт не успостави. Додирна зона означава место формирања интерендотлијалног транслуминарлног моста који је пречника приближно 1 μm. 

### Друга фаза
У другој фази ендотелијалне ћелије се спајају и реорганизоване су двослојни крвни суд, који је перфориран, како би омогућио факторима раста и ћелијама ендотела да продру у лумен. Ова фаза одликује се стварањем цилиндричног ткивног моста који се протеже преко лумена крвног суда и обавијен ендотелним ћелијама.

### Трећа фаза
У овој фази, формира се „пупољак“ између два нова крвна суда у зони додира који је испуњен преципитатима и миофибробластима. Ове ћелије почињу да слажу колагена влакна у пупољк, како би обезбедили стварање екстрацелуларног матрикс за раст лумена крвног суда. 

### Четврта фаза
Коначно у овој фази, пупољак се развија без измена на основној структури постојећег крвног суда. Новоформирани крвни судови су типичне структуре и нормалног изгледа интеркапиларне мреже осим што је њихов пречник мањи око 2,5 μm. Они обично садрже све елементе присутне у трећај фази, плус колагена влакна.
Из описа горенаведених фаза може се закључити да након приближавања супротних зидова крвног суда, настаје низ трансформација и корака који се завршавају зрелом капиларном мрежом. Очигледно да је први корак од кључног значаја, јер он мора да створи зоне контакта између супротних капиларних зидова. Међутим тачни механизми и манифестација овог процеса и даље су непознаница. Контракција ћелија у том процесу вероватно има важну улогу, али не треба занемарити и улогу хидродинамичких сила. Јер када се успостави транскапиларни ендотелни мост, други комплекси ће створити одговарајући контакт пре него што ендотелијалне ћелије изађу напоље и уступе место компонентама интерстицијума. Овај процес може да потраје само неколико минута, тако да истраживачи нису могли детаљано да га детектују у току прегледа електронским микроскопскопом. Скоро сви пупољци или интеркапиларна мрежа у плућном паренхиму подлеже овим механизмима, па се данас сматра да је већина интеркапиларне мреже настала управо интусусцепцијом.

## Значај интусусцепције
Интусусцепција је важан процес неоваскуларизације, зато што омогућава брзу реорганизацију постојећих ћелија, тј. омогућава огроман пораст броја капилара без одговарајућег повећања броја ендотелијалних ћелија. Ово је посебно важно у развој ембриона јер он не поседује довољно „материјала“ да створи богату микроваскулатуру, сваки пут са новим (примарним) ендотелним ћелијама, када се у новоформираном ткиву током ембрионалног развоја формирају и нови крвни судови.
Формирање крвних судова интусусцепцијом има одређене предности у односу на клијања:
- много је бржи процес,
- економичнији је гледано са енергетске и метаболичке перспективе, јер се не заснива на пролиферацију ћелија у пуном обимну, базалних деградације мембране, и инвазије околног ткива
- одликује се на физиолошком нивоу добрим васкуларним транспермеабилитетом, што је услов за правилну функцију ткива и органа
- може представљати једноставно средство и механизам за формирања васкуларног стабла и васкуларно ремоделовање.